# Dead Man’s Bones
Dead Man’s Bones — музыкальная группа, созданная актёром Райаном Гослингом и Заком Шилдсом. В декабре 2008 года группа выложила трек для скачивания «In The Room Where You Sleep» и видеоклип на песню к нему.

## Создание группы
Райан Гослинг познакомился с Заком Шилдсом, когда оба встречались с сёстрами МакАдамс (Зак встречался с Кэйлин). Поначалу парни друг другу не понравились, но когда выяснилось, что оба увлекаются всяческими страшилками, привидениями, монстрами и зомби, они решили создать совместный проект по реализации общих идей.

## Дискография

### Студийные альбомы
Первый альбом Dead Man’s Bones был записан лейблом ANTI- и выпущен 6 октября 2009 года.
- Dead Man’s Bones (2009)

1. «Intro»
2. «Dead Hearts»
3. «In the Room Where You Sleep»
4. «Buried in Water»
5. «My Body’s a Zombie for You»
6. «Pa Pa Power»
7. «Young & Tragic»
8. «Paper Ships»
9. «Lose Your Soul»
10. «Werewolf Heart»
11. «Dead Man’s Bones»
12. «Flowers Grow Out of My Grave»

### Клипы
- «In The Room Where You Sleep» (2008)
- «Name In Stone» (2009)
- «Pa Pa Power» (2010)